# Howard Johnson
Howard Ray Johnson (Jamaica, 16 de agosto de 1964) é um ex-jogador de críquete jamaicano, naturalizado americano.
Ray foi jogador da Seleção de Críquete dos Estados Unidos da América.